# Pimoa anatolica
Pimoa anatolica är en spindelart som beskrevs av Gustavo Hormiga 1994. Pimoa anatolica ingår i släktet Pimoa och familjen Pimoidae. Inga underarter finns listade i Catalogue of Life.